# The Champs
A The Champs egy rock and roll-zenekar volt 1958-1965 között az Egyesült Államokban.
A zenekar Santa Paulában (Kalifornia) alakult 1958-ban. Legismertebb számuk a Tequila.
A zenekar főleg instrumentális számokat játszott. A "Tequila" számukkal hetekig vezették a lemezeladási listát az USA-ban. Ez a szám az egész világon ismert lett. A számot a Gold Star Studiosban vették fel 1958-ban, majd a számukért 1959-ben Grammy-díjat kaptak a Rhythm and blues kategóriában. A kislemez másik oldalán a "Train to Nowhere" c. szám volt.
1965-ben feloszlottak.

## A zenekar tagjai
- Chuck Rio – szaxofon, vokál (1929-2006)
- Dave Burgess – gitár (1943-)
- Dale Norris – gitár, keyboard
- Bobby Morris – basszusgitár
- Dean McDaniel – basszusgitár (1943 -2006)
- Gen Alden – dob
- Paul C. Saenz – szólógitár (1948- )
- Benjamin Van Norman – (-1958), autóbaleset

A zenekar elkészítette a "Tequila" folytatását is, a „Too much Tequila” c. számot. Ez a szám is nagy siker volt.
További sikeres számaik: "Limbo Rock" és a híres "La Cucaracha". Számos formáció készített Champs-dal átdolgozásokat, mint például, Herp Albert 1972-ben, vagy a A.L.T. rapperek…